# Daniel-Edward Daniliuc
Daniel-Edward Daniliuc (* 16. November 1999) ist ein österreichischer Fußballtorwart.

## Karriere
Daniliuc begann seine Karriere beim SC Perchtoldsdorf. 2012 kam er in die Jugend des FC Red Bull Salzburg. Im Frühjahr 2014 wechselte er zur ISS Admira Technopool. Im Sommer desselben Jahres kam er in die Akademie des FC Admira Wacker Mödling. Im Jänner 2016 kehrte er zu Admira Technopool zurück.
Im September 2016 wechselte er zu den Amateuren des Floridsdorfer AC. Im November 2017 stand er gegen den SC Austria Lustenau auch erstmals im Profikader. Im Februar 2018 erhielt Daniliuc einen bis Mai 2019 laufenden Profivertrag. Sein Debüt für den FAC in der zweiten Liga gab er im April 2018, als er am 31. Spieltag der Saison 2017/18 gegen die WSG Wattens in der Startelf stand.
Nach der Saison 2018/19 verließ er den FAC und wechselte zum Ligakonkurrenten SV Ried. Mit Ried stieg er 2020 in die Bundesliga auf. Für Ried absolvierte er eine Partie in der 2. Liga sowie vier in der Bundesliga. Nach der Saison 2020/21 verließ er die Oberösterreicher.
Zur Saison 2023/24 wechselte er zum Zweitligisten SV Lafnitz. Für Lafnitz kam er zu zwölf Zweitligaeinsätzen. Nach der Saison 2023/24 verließ er den Verein wieder.

## Persönliches
Sein Bruder Flavius (* 2001) ist ebenfalls Fußballspieler.